# گالیون (آلاباما)
گالیون (به انگلیسی: Gallion) یک منطقهٔ مسکونی در ایالات متحده آمریکا است که در شهرستان هالی، آلاباما واقع شده‌است. گالیون ۵۷٫۹۱ متر بالاتر از سطح دریا واقع شده‌است.